# Cristești (gmina w okręgu Jassy)
Cristești – gmina w Rumunii, w okręgu Jassy. Obejmuje miejscowości Cristești i Homița. W 2011 roku liczyła 3994 mieszkańców.